# American Beach
American Beach é uma praia histórica e comunitária, localizada no norte da região metropolitana de Jacksonville, na Ilha Amelia, Condado de Nassau, Flórida. Durante o tempo da segregação, afro-americanos estavam proibidos de nadar nas praias de Jacksonville, então, áreas somente para negros foram criadas. American Beach foi a maior e mais popular dessas praias. Lá está o distrito histórico de American Beach.